# Controversia sobre las fotografías de Nikki Catsouras

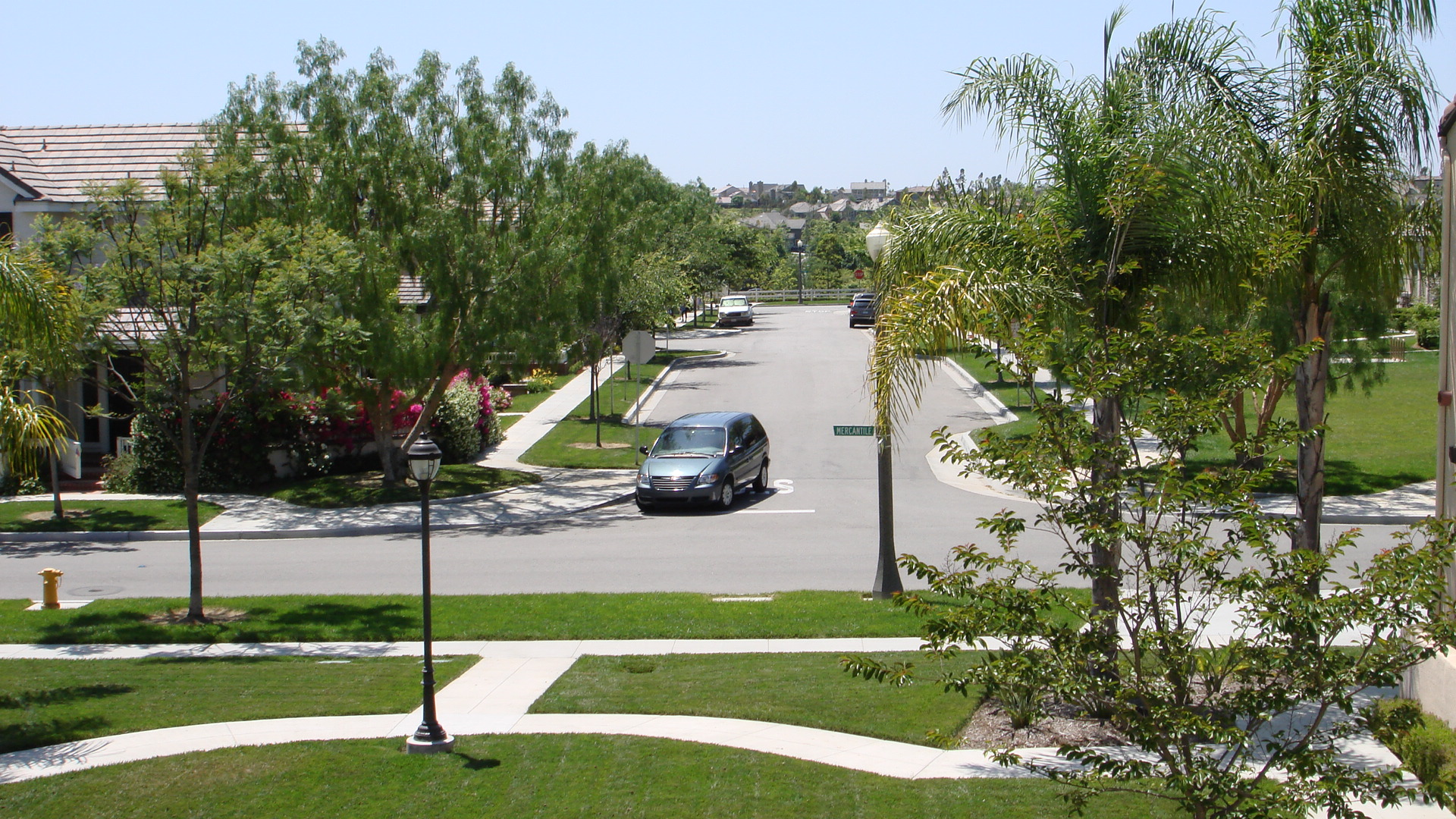
Ladera Ranch, localidad donde vivía Nikki Catsouras.

La controversia de las fotografías de Nikki Catsouras se refiere a la filtración de una serie de imágenes de Nicole «Nikki» Catsouras (4 de marzo de 1988 – 31 de octubre de 2006), quien falleció a los dieciocho años en un accidente de tránsito a alta velocidad tras perder el control de un Porsche 911 Carrera e impactar contra una caseta de peaje en Lake Forest, California. Las fotografías del cuerpo de Catsouras gravemente desfigurado fueron publicadas en internet por oficiales de policía, llevando a su familia a iniciar acciones legales por la angustia que experimentaron.

## Antecedentes

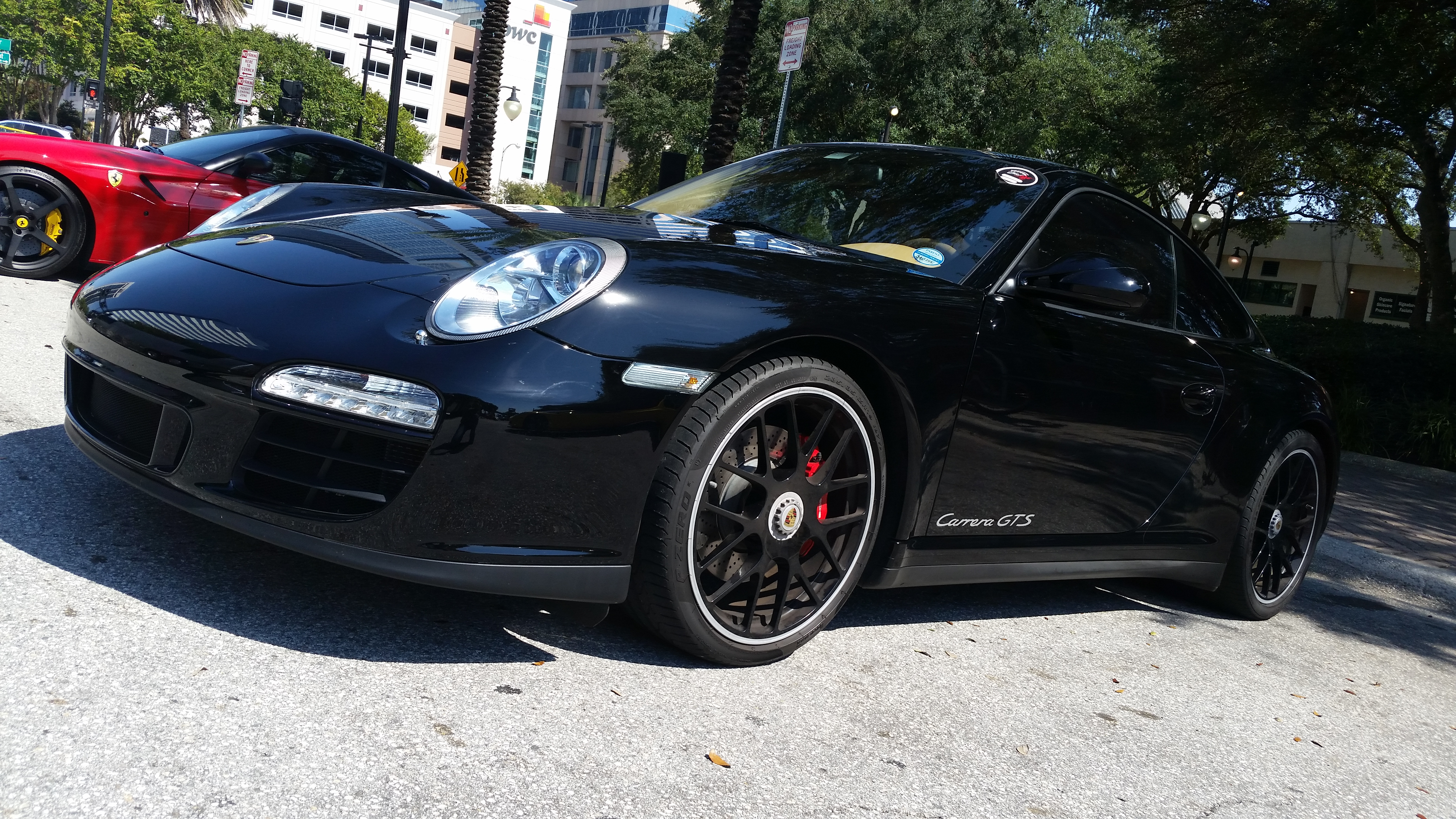
Un automóvil Porsche 911 Carrera.

El día del accidente, el 31 de octubre de 2006, Catsouras y sus padres almorzaron juntos en su residencia de Ladera Ranch. Después de comer, su padre, Christos Catsouras, se fue a trabajar mientras su madre permaneció en casa. Unos 10 minutos más tarde, su madre oyó un portazo y unas pisadas en la parte trasera de la vivienda. Mientras se acercaba hacia el garaje, pudo ver a su hija retrocediendo en el Porsche 911 Carrera de su padre, vehículo que tenía prohibido conducir. La mujer contactó a su esposo, quien comenzó a recorrer el área en su automóvil tratando de encontrar a su hija. Mientras lo hacía, llamó al 911 pidiendo ayuda —aparentemente minutos antes del choque— y fue puesto en espera. Cuando finalmente fue atendido, el operador le informó del accidente.

## El accidente
Catsouras pasó por la Ruta Estatal 241 en Lake Forest a eso de las 1:38 p. m., cuando colisionó con un Honda Civic que intentaba adelantar por la derecha a más de 100 millas por hora (160,9 km/h). El Porsche atravesó la mediana —que carecía de una barrera física en ese segmento— e impactó contra una caseta de peaje de cemento que no estaba en funcionamiento (33°40′39.9″N 117°40′20.9″O / 33.677750, -117.672472). El vehículo quedó completamente destrozado y Catsouras murió instantáneamente. Exámenes toxicológicos revelaron rastros de cocaína en el cuerpo de Catsouras, mas no mostraron presencia de alcohol.

## Filtración de las imágenes

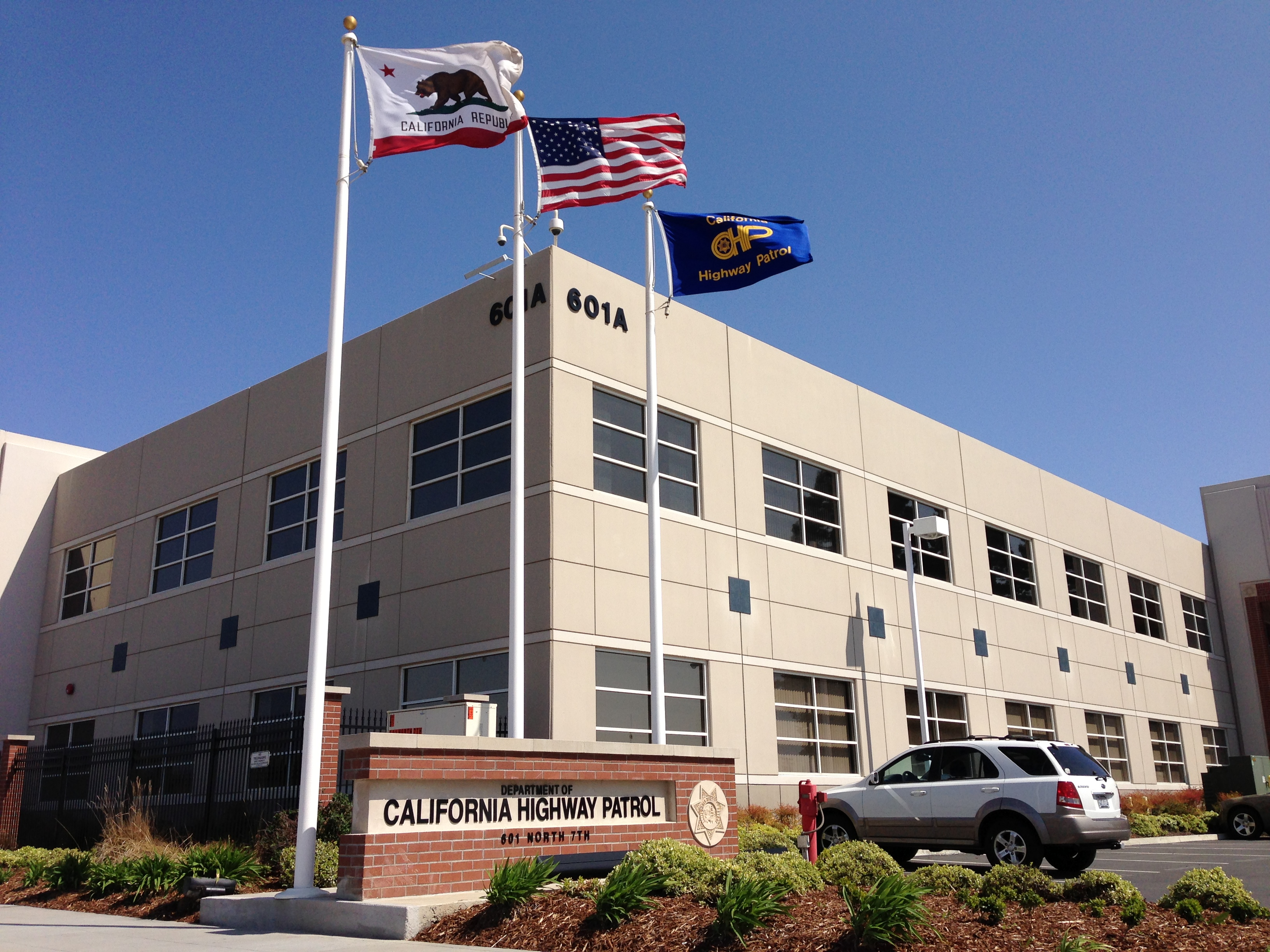
Las oficinas centrales de la Patrulla de Caminos de California en la ciudad de Sacramento.

Según Newsweek, el accidente de Catsouras fue tan violento que el forense no permitió a los padres de la joven identificar su cuerpo. Sin embargo, fotografías de la escena fueron tomadas por oficiales de la Patrulla de Caminos de California como parte del procedimiento estándar en accidentes fatales. Estas imágenes fueron enviadas posteriormente a colegas y terminaron exhibidas en internet.
Dos empleados de la Patrulla de Caminos de California —Aaron Reich y Thomas O'Donnell— admitieron haber enviado las fotos, violando las políticas institucionales. O'Donnell dijo posteriormente en entrevistas que él solo envió los archivos a su propio correo electrónico para revisarlos más tarde, mientras que Reich aseguró haber remitido las imágenes a cuatro personas más.
Al poco tiempo, los padres de Catsouras descubrieron las fotografías publicadas en internet. Estas habían llamado la atención de los cibernautas a tal extremo que se llegó a crear una página falsa en MySpace para rendir tributo a Nikki, la cual contenía enlaces para descargar las fotos. Algunas personas incluso enviaron los archivos de manera anónima a la familia Catsouras con encabezados engañosos, de hecho, en una ocasión el padre recibió una foto con el título «Woohoo Daddy! Hey daddy, I'm still alive» ('¡Woohoo papá! Oye papá, aún estoy viva'). En otra ocasión, una de las hijas Catsouras, Christiana, recibía en clases una charla de seguridad vial impartida por un bombero que mencionó la historia de Nikki sin saber que su hermana se encontraba ahí, causando que Christiana huyera del salón llorando. Todo esto llevó a los Catsouras a dejar de usar internet y, para evitar que su hija menor estuviese expuesta a las fotografías, la retiraron de la escuela y comenzaron a educarla en casa.

## Acciones legales de la familia

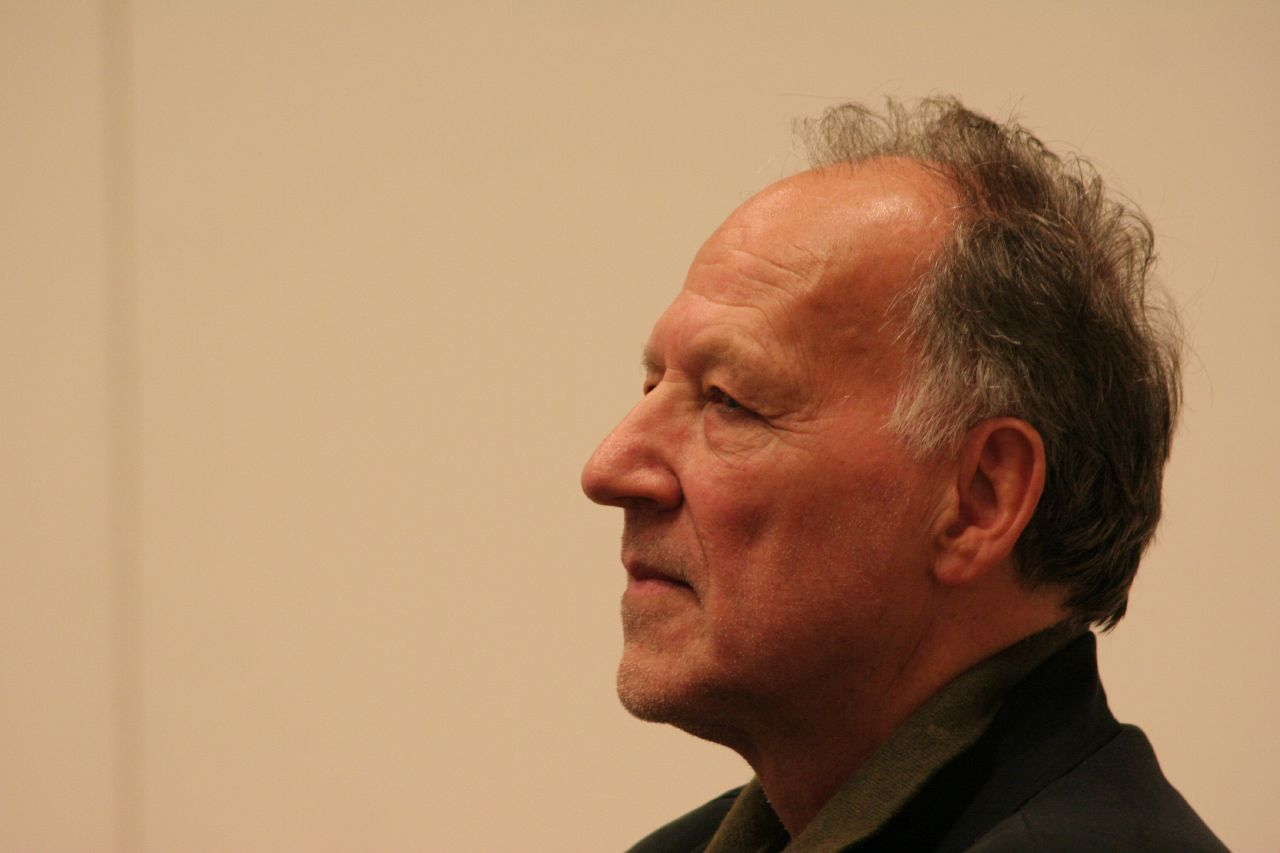
El acoso cibernético del que fueron víctima los Catsouras fue cubierto por Werner Herzog en su documental de 2016, Lo and Behold: Reveries of the Connected World.

Los Catsouras demandaron a la Patrulla de Caminos de California y a los dos supervisores de despacho que supuestamente filtraron las fotografías en la Corte Superior de California para el condado de Orange. Inicialmente, un juez consideró apropiado continuar con el caso.
Una investigación interna llevó a la Patrulla de Caminos a emitir una disculpa pública y a tomar medidas para prevenir situaciones similares en el futuro después de descubrir que la política departamental había sido violada por los dos oficiales en cuestión. O'Donnell fue suspendido durante veinticinco días sin goce de sueldo y Reich se retiró poco tiempo después —según su abogado— por motivos ajenos al caso. No obstante, cuando los acusados serían sometidos a un juicio sumario, el juez Steven L. Perk desestimó el caso contra la Patrulla de Caminos de California, ya que Reich y O'Donnell habían sido removidos como imputados. Perk consideró que ambos no eran responsables de proteger la privacidad de la familia Catsouras, terminando así la base del caso. El juez de la corte superior que desechó la demanda de los Catsouras estimó en marzo de 2008 que, si bien la conducta de los oficiales fue completamente reprensible, no existía ley alguna que permitiera su castigo.
El sitio web de la Patrulla de Caminos de California envió notificaciones «cese y desista» en un esfuerzo por borrar las imágenes de Nikki de internet. La familia Catsouras contrató los servicios de ReputationDefender para ayudar a remover las fotos, pero estas continuaron difundiéndose. ReputationDefender asegura que ha persuadido a unos 2500 sitios web de eliminar las fotografías, pero admitió que suprimirlas completamente de internet es imposible. El abogado y bloguero Ted Frank sostuvo que, aunque los medios de comunicación fueron comprensivos con la situación de los padres, el «efecto Streisand» aumentó la propagación de las morbosas imágenes.
El 1 de febrero de 2010, la Corte de Apelaciones de California revirtió el fallo del juez Perk sobre el juicio sumario y aseguró que los Catsouras sí tenían derecho a demandar a los acusados por negligencia e infligir angustia emocional intencionalmente. Refiriéndose a las acciones de O'Donnell y Reich como «vulgares» y «moralmente deficientes», la Corte señaló:

We rely upon the CHP to protect and serve the public. It is antithetical to that expectation for the CHP to inflict harm upon us by making the ravaged remains of our loved ones the subject of Internet sensationalism ... O'Donnell and Reich owed the plaintiffs a duty not to exploit CHP-acquired evidence in such a manner as to place them at foreseeable risk of grave emotional distress.
Confiamos en la Patrulla de Caminos de California para proteger y servir al público. Es antitético a esa expectativa que la Patrulla de Caminos nos inflija daño al hacer que los restos devastados de nuestros seres queridos sean objeto de sensacionalismo en Internet ... O'Donnell y Reich tenían el deber de los demandantes de no explotar las pruebas adquiridas por la Patrulla de Caminos de tal manera de colocarlos en un riesgo previsible de angustia emocional grave.

El 25 de mayo de 2011, la Corte de Apelaciones de California consideró que Aaron Reich falló al probar que el envío de las fotografías por correo electrónico estaba cubierto por la Primera Enmienda. Reich aseguró que mandó los archivos como una precaución sobre los riesgos de conducir ebrio porque estaban acompañados de un mensaje «antialcohol», a pesar de que la autopsia de Catsouras reveló que no tenía alcohol en su organismo. El panel de tres jueces que revisaron la apelación de Reich redactaron: «Cualquier comentario editorial que Reich pudo haber hecho respecto a las fotografías no está ante nosotros. En resumen, no hay evidencia en este punto de que los correos electrónicos fueron enviados para hablar sobre la conducción en estado de ebriedad». Los jueces también cuestionaron si los receptores aún mantenían los correos, pero el abogado de Reich admitió no haberlo investigado. Con esta decisión los Catsouras ganaron el derecho a demandar por la publicación de las fotos de Nikki.
El 30 de enero de 2012, la Patrulla de Caminos de California llegó a un acuerdo con la familia Catsouras, tras el cual estos recibieron cerca de US $2,370,000 por los daños ocasionados. Fran Clader, vocera de la Patrulla de Caminos, comentó: «Ninguna cantidad de dinero puede compensar el dolor que la familia Catsouras ha sufrido. Hemos alcanzado una resolución con la familia para ahorrar los costos sustanciales que significa continuar con el juicio. Esperamos que con este problema legal resuelto, la familia Catsouras pueda cerrar el ciclo».

## Legado
En septiembre de 2012, Lesli Catsouras publicó el libro Forever Exposed: The Nikki Catsouras Story (ISBN 1457514400), donde examina el conflicto entre la libertad de expresión versus el ciberacoso del que fue víctima su familia tras la muerte de su hija Nikki.
Este escándalo causó un amplio debate en círculos legales respecto a los derechos de privacidad de personas fallecidas en relación con los familiares que les sobreviven y es utilizado actualmente para ejemplificar los aspectos de estos temas.